# Quetena Grande
Quetena Grande es una localidad de Bolivia, ubicada en las tierras altas del país. Administrativamente se encuentra en el municipio de San Pablo de Lípez de la provincia de Sud Lípez en el departamento de Potosí.
El pueblo está a una altitud de 4.175 msnm, a pies en el lado nororiental del Volcán Quetena y en la margen occidental izquierda del río Quetena, que recorre en dirección norte y se une al río Grande de Lípez unos 60 kilómetros aguas abajo y desemboca en el Salar de Uyuni.
Quetena Grande es uno de los destinos de algunos recorridos turísticos en la región de Los Lípez, especialmente aquellos que visitan la Reserva nacional de fauna andina Eduardo Abaroa, de la cual el pueblo forma parte.

## Historia
El 10 de febrero de 1985 se creó mediante la Ley Nº 715 el cantón Quetena Grande, durante el gobierno de Hernán Siles Zuazo.
Comunidad Originaria Quetena Grande
La transformación de Cantón a Comunidad Originaria, permite que la comunidad se organice en base a sus normas y procedimientos propios, fortaleciendo su capacidad para proteger su territorio y sus recursos naturales.
En 2020, mediante SENTENCIA DEFINITIVA DE JUSTICIA ORIGINARIA , se ratifican los límites de Quetena Grande según la coordenadas oficiales proporcionadas por el Instituto Geográfico Militar (IGM) consolidando su jurisdicción.
En una zona con pendiente suave, presentando ondulaciones y está flanqueada por serranías de baja altura con pendientes suaves a fuerte.
La región tiene un clima diurno distinto, en el que las temperaturas medias fluctúan con más fuerza a lo largo del día que a lo largo del año. La temperatura media anual de la región ronda los 6 °C, las temperaturas medias mensuales varían ligeramente entre unos buenos 1 °C en junio/julio y casi 9 °C en diciembre/enero. La precipitación anual es muy baja con 127 mm, y de abril a octubre es menos de 5 mm en promedio mensual. Solo en los meses de verano del sur de enero y febrero hay precipitaciones significativas.

## Transporte
Quetena Grande se ubica a 589 kilómetros por carretera al suroeste de Potosí, la capital departamental.
Desde Potosí la carretera nacional Ruta 5 conduce en dirección suroeste 208 kilómetros hasta Uyuni, desde allí la Ruta 21 por otros 96 km hasta Atocha. Desde Atocha, un camino vecinal discurre hacia el sureste por la antigua vía férrea durante 23 km hasta Escoriani y luego sale de la vía férrea en dirección suroeste. Llega a Tatasi después de 13 km y a San Vicente después de otros 29 km. Desde allí, un camino rural sin pavimentar conduce en dirección suroeste, pasando a una altura aproximada de 4750 msnm en su camino y tras 88 km en dirección suroeste se llega a San Pablo de Lípez y después de otros 50 km a San Antonio de Lípez. Desde allí son otros 63 km hasta la entrada a la Reserva nacional de fauna andina Eduardo Abaroa y 19 km por Quetena Chico hasta llegar a Quetena Grande.

## Demografía
La población de la localidad ha aumentado significativamente durante la última década:
| Año  | Habitantes | Fuente |
| ---- | ---------- | ------ |
| 1992 | -          | Censo  |
| 2001 | 140        | Censo  |
| 2012 | 237        | Censo  |

La región tiene una alta proporción de población quechua, ya que en el municipio de San Pablo de Lípez el 80,9 % de la población habla el idioma quechua.